# Per-Jansatjärnen (Degerfors socken, Västerbotten)
Per-Jansatjärnen är en sjö i Vindelns kommun i Västerbotten och ingår i Umeälvens huvudavrinningsområde. Sjön har en area på 0,0229 kvadratkilometer och ligger 219 meter över havet.

## Delavrinningsområde
Per-Jansatjärnen ingår i det delavrinningsområde (714749-168246) som SMHI kallar för Ovan Skällbergsbäcken. Medelhöjden är 232 meter över havet och ytan är 19,84 kvadratkilometer. Räknas de 36 avrinningsområdena uppströms in blir den ackumulerade arean 324,03 kvadratkilometer. Hjuksån som avvattnar avrinningsområdet har biflödesordning 3, vilket innebär att vattnet flödar genom totalt 3 vattendrag innan det når havet efter 106 kilometer. Avrinningsområdet består mestadels av skog (65 procent) och sankmarker (27 procent). Avrinningsområdet har 0,08 kvadratkilometer vattenytor vilket ger det en sjöprocent på 0,4 procent.